# Benito Juárez, Teopisca
Benito Juárez är en ort i Mexiko.   Den ligger i kommunen Teopisca och delstaten Chiapas, i den sydöstra delen av landet, 800 km öster om huvudstaden Mexico City. Benito Juárez ligger 2 180 meter över havet och antalet invånare är 406.
Terrängen runt Benito Juárez är kuperad åt nordost, men åt sydväst är den bergig. Runt Benito Juárez är det ganska tätbefolkat, med 104 invånare per kvadratkilometer. Närmaste större samhälle är San Cristóbal de las Casas, 19,3 km nordväst om Benito Juárez. I omgivningarna runt Benito Juárez växer huvudsakligen savannskog.